# Pogonomelomys
Genre
Pogonomelomys est un genre de rongeurs de la sous-famille des Murinés.

## Liste des espèces
Ce genre comprend les espèces suivantes :
- Pogonomelomys bruijni (Peters et Doria, 1876)
- Pogonomelomys mayeri (Rothschild et Dollman, 1932)

L'espèce Pogonomelomys sevia (Tate & Archbold, 1935) est désormais rattachée au genre Abeomelomys.